# Bahnstrecke Wellington–Medford
| Streckenlänge: | 2,91 km              |                                    |                                    |
| Spurweite: | 1435 mm (Normalspur) |                                    |                                    |
| |                      |                                    |                                    |
| Gesellschaft: | PAR                  |                                    |                                    |
| \| \| \| von Boston \| \| \| \| \| Wellington MA \| \| \| \| 0,00 \| nach Wilmington Junction \| (Medford Junction) \| \| \| \| U-Bahn Boston (Orange Line) \| \| \| \| \| Boston Elevated Railway (Fellsway) \| \| \| \| 1,37 \| Glenwood \| Glenwood \| \| \| \| Anschluss Anheuser-Busch \| \| \| \| 1,98 \| Park Street \| Park Street \| \| \| \| Interstate 93 \| \| \| \| 2,91 \| Medford MA \| Medford MA \| |                      |                                    |                                    |
| Strecke |                      | von Boston                         | von Boston                         |
| ehemaliger Haltepunkt / Haltestelle |                      | Wellington MA                      | Wellington MA                      |
| Abzweig geradeaus und nach rechts | 0,00                 | nach Wilmington Junction           | (Medford Junction)                 |
| Kreuzung mit U-Bahn geradeaus oben |                      | U-Bahn Boston (Orange Line)        | U-Bahn Boston (Orange Line)        |
| Kreuzung geradeaus unten (Querstrecke außer Betrieb) |                      | Boston Elevated Railway (Fellsway) | Boston Elevated Railway (Fellsway) |
| Dienststation / Betriebs- oder Güterbahnhof | 1,37                 | Glenwood                           | Glenwood                           |
| Abzweig ehemals geradeaus und nach links |                      | Anschluss Anheuser-Busch           | Anschluss Anheuser-Busch           |
| Haltepunkt / Haltestelle (Strecke außer Betrieb) | 1,98                 | Park Street                        | Park Street                        |
| Strecke mit Straßenbrücke (Strecke außer Betrieb) |                      | Interstate 93                      | Interstate 93                      |
| Kopfbahnhof Streckenende (Strecke außer Betrieb) | 2,91                 | Medford MA                         | Medford MA                         |

Die Bahnstrecke Wellington–Medford (auch Medford Branch) ist eine Eisenbahnstrecke im Stadtgebiet von Medford in Massachusetts (Vereinigte Staaten). Sie ist 2,91 Kilometer lang und bindet das Zentrum von Medford an die Bahnstrecke Boston–Wilmington Junction an. Die ersten anderthalb Kilometer der normalspurigen Strecke wird durch die Pan Am Railways im Güterverkehr bedient, einzige verbleibende Ladestelle ist ein Industrieanschluss der Anheuser-Busch Inc.

## Geschichte
Die Stadt Medford hatte bereits seit 1835 einen Eisenbahnanschluss an der Bahnstrecke Boston–Lowell. Der Bahnhof lag jedoch im Westen der Stadt weit abseits des Zentrums. Als die Boston and Maine Railroad ihre eigene Hauptstrecke nach Boston baute, wählte sie eine Trasse, die östlich von Medford durch Wellington führt. Da auch dort der Bahnhof drei Kilometer vom Stadtzentrum entfernt liegen würde, gründete man die Medford Branch Railroad Company, die am 7. März 1845 die Konzession für den Bau einer Zweigstrecke von Wellington ins Zentrum von Medford erhielt. Die Gesellschaft wurde kurz darauf formal aufgestellt und fusionierte am 31. Mai 1845 mit der Boston&Maine. Die Hauptstrecke der Boston&Maine ging am 1. Juli des Jahres in Betrieb und kurz darauf begannen die Bauarbeiten für die Zweigstrecke. Sie wurde 1847 eröffnet. 
Die Strecke diente hauptsächlich dem Personenverkehr, jedoch gab es auch mehrere Industrieanschlüsse. Mehrere Straßenbahnlinien wurden von Medford aus zu den umliegenden Bahnhöfen eröffnet, die Züge fuhren jedoch direkt bis nach Boston, sodass sich der Personenverkehr auf der Strecke noch bis 1957 halten konnte. 1959 legte die Boston&Maine den Abschnitt von der Park Street bis zum Endbahnhof still, etwa 1961 folgte die Strecke von Glenwood bis zur Park Street. Der stillgelegte Streckenteil wurde in der Folge teilweise überbaut. Auf dem übrigen Abschnitt findet weiterhin regelmäßig Güterverkehr statt, der seit 1983 von der Guilford Transportation betrieben wird. Diese Bahngesellschaft firmiert seit 2006 unter dem Namen Pan Am Railways.

## Streckenbeschreibung
Die Bahn zweigt auf freier Strecke nördlich des früheren Haltepunkts Wellington im gleichnamigen Stadtteil Medfords aus der Boston&Maine-Hauptstrecke ab und führt in Richtung Westen. Die parallel zur Hauptstrecke verlaufende Strecke der U-Bahn Boston unterquert die Zweigstrecke in einem kurzen Tunnelbauwerk, das in den 1970er Jahren errichtet wurde. Abgesehen von der Anbindung an die Hauptstrecke ist die Bahntrasse nach Medford geradlinig. Sie unterquert den Fellsway, auf dem einst eine Überlandstraßenbahn von Boston nach Middlesex Falls fuhr. Kurz darauf ist der frühere Bahnhof Glenwood erreicht, wo das Anschlussgleis zur Anlage der Anheuser-Busch Inc. abzweigt. Ab hier ist die Bahnstrecke stillgelegt und die Trasse teilweise überbaut. Sie verlief südlich der Washington Street weiter. Kurz vor dem Endbahnhof quert die Trasse die heutige Interstate 93. Der Endbahnhof lag unmittelbar neben dem Rathaus im Zentrum der Stadt.

## Personenverkehr
1869 wurden acht tägliche Zugpaare von Boston nach Medford angeboten. Die Zugdichte blieb bis zum Ersten Weltkrieg gleich, allerdings wurde noch im 19. Jahrhundert der Sonntagsverkehr eingestellt. Nach dem Ersten Weltkrieg stiegen immer mehr Pendler auf eigene Fahrzeuge um, sodass 1932 vier Zugpaare im Berufsverkehr dem Beförderungsbedarf genügten. 1957 endete der Personenverkehr auf dem Medford Branch.